# Бромбахталь
Бромбахталь (нем. Brombachtal) — община в Германии, в земле Гессен. Подчиняется административному округу Дармштадт. Входит в состав района Оденвальд.  Население составляет 3635 человек (на 31 декабря 2010 года). Занимает площадь 20,44 км².